# عبد الرحيم ياسر
عبد الرحيم ياسر رسّام عراقي، تخصّص في فن رسوم الأطفال وفي فن الكاريكاتير. ولد في القادسية بالعراق عام 1951 وحصل على شهادة الدبلوم من معهد الفنون الجميلة-بغداد عام 1975 وحصل على شهادة البكالوريوس من كلية الفنون الجميلة بغداد-فرع الرسم عام 1980, مارس الرسم في النشريات منذ العام 1970 وعمل رساماً للاطفال في مجلة (مجلتي) و (المزمار) 1971, عمل رساماً في المؤسسة العامة للإذاعة والتلفزيون-قسم برامج الأطفال 1980-1990, شارك في رسوم الأطفال ورسوم الكاريكاتير والغرافيك الصحفي لعدد من النشريات داخل وخارج العراق بينها مجلتا (المتفرج) و (الف باء) وصحيفتا (الجمهورية) و (النهضة) في العراق ودار الآداب في لبنان ودار المنهل في الأردن ورسم العديد من الكتب الموجهة إلى الطفل داخل وخارج العراق.

## بعض أعماله
شارك في العديد من معارض الفن ومعارض الرسم الموجهة إلى الأطفال والكاريكاتير داخل وخارج العراق من بينها:
- 1974 المعرض الأول لرسامي الكاريكاتير في العراق-بغداد،
- 1977 شارك في معرض بلجيكا لرسوم الكاريكاتير،
- 1979 كتب ورسم الفلم الكارتوني (الشجرة) بالاشتراك مع رائد الراوي،
- 1981 شارك في معرض رسامي كتب الأطفال العرب في مدينة بولونيا-إيطاليا،
- 1986 شارك في معرض يوميري-اليابان،
- 1987 شارك في معرض لجنة الكاريكاتير في القاهرة،
- 1987 شارك في معرض كوبا العالمي لرسوم الكاريكاتير،
- 1988 شارك في معرض رسامي الكاريكاتير العرب الذي اقامه معهد العالم العربي في باريس،
- 1988 شارك في معرض تركيا الدولي لرسامي الكاريكاتير،
- 1989 شارك في مهرجان الرسم العربي الساخر-الكوفة كاليري-لندن،
- 1990 شارك في معرض كاريكاتير العالم الثالث للرسامين العرب والافارقة-القاهرة.

## عضو
- عضو نقابة الفنانين العراقيين.
- عضو نقابة الصحفيين العراقيين.
- عضو رابطة ثقافة الأطفال العراقية.
- عضو الاتحاد العام للصحفيين العرب.
- عضو اللجنة الوطنية للفنون التشكيلية.

## الجوائز
حصل على العديد من الجوائز المحلية والدولية أهمها:
- الجائزة التقديرية في مهرجان فلسطين العالمي عن كتابة ورسم الفلم الكارتوني (الشجرة)بالاشتراك مع الفنان رائد الراوي - بغداد 1979
- الجائزة الأولى مناصفة في معرض كاريكاتير العالم الثالث للرسامين العرب والافارقة-القاهرة 1990.